# 山路の露
山路の露（やまじのつゆ）とは、『源氏物語』の補作の一つである。
現在まとまって残っている『源氏物語』の補作の中では最も古いものであり、『雲隠六帖』と並んで著名なものであるため、江戸時代までの刊本の中には『絵入源氏物語』のように紫式部が書いた『源氏物語』本編と同等の扱いでセットになって収録されているものもある。その他『続群書類従』にも入れられている。紫式部が書いたものでないことは明らかなため、偽書・偽作とは言えないがそれに近い存在として偽書・偽作研究で取り上げられることは多い。

## 成立
成立時期や作者は未詳であるが、成立時期については1271年（文永8年）以後～応永以前の間に成立したとの説があり、作者については『源氏釈』の著者である藤原伊行の娘建礼門院右京大夫作との説もある。梗概書である『源氏小鏡』に「その後山ちの露といふ物つくりて、たづねあひて対面し給へりと作りて侍り。それは五十四帖の外なれば、是にはなし」とある。

## 内容
薫と浮舟の再会等を描く宇治十帖の主人公である薫の後日談であり、『源氏物語』の最終巻である「夢浮橋」巻の続編に位置づけられる。

## 本文
山路の露の本文は、大きく
- 「絵入源氏物語」や「続群書類従」といった版本やいくつかの写本で残っている本文（版本系・流布本系・第一類と呼ばれる）
- 写本のみで残っている本文（写本系・異本系・第二類と呼ばれる）

とに分かれる。一般的には第二類の本文の方が量的に多いため第一類の本文が発展して（さまざまなものが付け加えられていって）第二類の本文が出来たと考えられているが、第二類の本文の方がいくつか古い（源氏物語本体に近い）表現を含んでいるため、逆にこちらの方が古いのではないかとする見解もある。

## 刊本
- 池田亀鑑校訂、訳注『日本古典全書　源氏物語　七』朝日新聞社、1955年（昭和30年）。
- 山岸徳平・今井源衛編『宮内庁書陵部蔵青表紙本源氏物語 山路の露 雲隠六帖』新典社、1970年（昭和45年）8月。 ISBN 978-4-7879-0055-5
- 稲賀敬二校訂、訳注『中世王朝物語全集 8 恋路ゆかしき大将 山路の露』笠間書院、2004年（平成16年）7月。 ISBN 4-305-40088-X
- 土方洋一注釈「山路の露」千本英史編『日本古典偽書叢刊 第2巻』現代思潮新社、2004年（平成16年）8月31日。 ISBN 4-329-00437-2
- 小川陽子『「源氏物語」享受史の研究　付「山路の露」「雲隠六帖」校本』笠間書院 、2009年（平成21年）3月。 ISBN 978-4-3057-0469-6

### ワールド・デジタル・ライブラリー
ワールド・デジタル・ライブラリーは国際連合教育科学文化機関によるデジタル・ライブラリープロジェクトである。
- 源氏物語：山路の露 The Tale of Genji: A Sequel, Volume 59